# Triple H (grupo musical)
Triple H (hangul: 트리플 H) foi um Coed group formado pela Cube Entertainment em 2017, composto por HyunA, Hui e E'Dawn, e teve seu fim em 2018, porque a empresa não aceitou o namoro entre dois integrantes do trio (HyunA e E'dawn) e por terem burlado normas da empresa, tiveram seus contratos rescindidos

## História
Em março de 2017, a Cube Entertainment confirmou que HyunA formaria uma nova subunidade com seus companheiros de gravadora com estreia prevista para maio. Em 4 de abril, a Cube anunciou que Hui e E'Dawn do Pentagon seriam os outros membros da subunidade, chamada "Triple H". No mesmo dia foi anunciado que o grupo teria seu próprio reality show chamado Triple H Fun Agency. Em 12 de abril, foi revelada a primeira imagem teaser do grupo. Em 27 de abril, foi revelado um trecho de cada faixa de seu primeiro mini-álbum, intitulado 199X. Nos três dias seguintes, a Cube Entertainment revelou teasers do vídeo musical de "365 Fresh" com HyunA, Hui e E'Dawn, respectivamente. Em 1 de maio, seu primeiro extended play foi lançado, junto com o single  "365 Fresh" e seu vídeo musical.
Em junho de 2018, a Cube Entertainment confirmou que o Triple H lançaria seu segundo extended play em 18 de julho, intitulado REtro Futurism. Em 3 de agosto Hyuna e E'Dawn admitiram estar namorando por dois anos, fazendo com que a empresa cancelasse qualquer nova promoção para o grupo. Como consequência, a expulsão de ambos da agência foi anunciada em 13 de setembro. No mesmo dia, contudo, o CEO da Cube voltou atrás em sua decisão e afirmou que a saída de ambos ainda não havia sido decidida e seria discutida em uma reunião na semana seguinte. No dia 4 de outubro, foi confirmada a saída de ambos da empresa.

## Ex-Integrantes
- HyunA (em coreano:  현아) nascida Kim Hyun-ah (em coreano:  김현아) em Seul, Coreia do Sul em 6 de junho de 1992 (32 anos).
- Hui (em coreano:  후이) nascido Lee Hwi-taek (em coreano:  이회택) em Gwacheon, Coreia do Sul em 28 de agosto de 1993 (31 anos).
- E'Dawn (em coreano:  이던) nascido Kim Hyo-jong (em coreano:  김효종) em Jeolla do Sul, Coreia do Sul em 1 de junho de 1994 (30 anos).

## Discografia

### Extended plays
| Título                                                                                   | Detalhes | Melhores posições nas paradas | Melhores posições nas paradas | Vendas         |
| Título                                                                                   | Detalhes | KOR                           | US World                      | Vendas         |
| ---------------------------------------------------------------------------------------- | --- | ----------------------------- | ----------------------------- | -------------- |
| 199X                                                                                     | - Lançamento：1 de maio de 2017 - Gravadora(s): Cube Entertainment, LOEN Entertainment - Formato(s): CD, Download digital Lista de faixas 1. Looking 2. 365 Fresh 3. Dream or Reality 4. Girl Girl Girl 5. 365 Fresh (inst.) | 4                             | 10                            | - KOR: 5,157+  |
| REtro Futurism                                                                           | - Lançamento：18 de julho de 2018 - Gravadora(s): Cube Entertainment, LOEN Entertainment - Formato(s): CD, Download digital Lista de faixas 1. Feel (느낌) 2. Retro Future 3. Show Me 4. Retro Future (inst.)                | 8                             | —                             | - KOR: 11,605+ |
| "—" indica lançamentos que não figuraram nas paradas ou não foram lançados nessa região. | |                               |                               |                |

### Singles
| Título                                                                                   | Ano  | Melhores posições nas paradas | Melhores posições nas paradas | Melhores posições nas paradas | Melhores posições nas paradas | Vendas         | Álbum          |
| Título                                                                                   | Ano  | Kor                           | Kor                           | CHN                           | US World                      | Vendas         | Álbum          |
| Título                                                                                   | Ano  | Gaon                          | Hot 100                       | CHN                           | US World                      | Vendas         | Álbum          |
| ---------------------------------------------------------------------------------------- | ---- | ----------------------------- | ----------------------------- | ----------------------------- | ----------------------------- | -------------- | -------------- |
| "365 Fresh"                                                                              | 2017 | 81                            | _                             | 30                            | 7                             | - KOR: 44,260+ | 199X           |
| "Retro Future"                                                                           | 2018 | —                             | 99                            | —                             | 16                            | —              | REtro Futurism |
| "—" indica lançamentos que não figuraram nas paradas ou não foram lançados nessa região. |      |                               |                               |                               |                               |                |                |